# E3-revanschen
E3-revanschen är ett årligt travlopp för 3-åriga varmblod som körs på olika travbanor i Sverige under slutet av hösten. Hästar som inte vunnit någon av de två E3-finalerna som går av stapeln i juni respektive augusti varje år kan delta. Det är ett Grupp 2-lopp, det vill säga ett lopp av näst högsta internationella klass. Loppet körs över distansen 2140 meter med autostart. Det körs en E3-revansch för hingstar/valacker och en E3-revansch för ston. Förstapris i respektive lopp är 200 000 kronor.

## Vinnare, h/v
| År   | Häst             | Kusk               | Tränare            | Tid    |
| ---- | ---------------- | ------------------ | ------------------ | ------ |
| 2017 | Coin Perdu       | Erik Adielsson     | Svante Båth        | 1.14,2 |
| 2016 | Baron Gift       | Rickard Svanstedt  | Rickard Svanstedt  | 1.15,1 |
| 2015 | Flash Håleryd    | Peter Untersteiner | Peter Untersteiner | 1.14,3 |
| 2014 | Origo Tilly      | Torbjörn Jansson   | Heikki Pekkala     | 1.14,2 |
| 2013 | Express Duo      | Pekka Korpi        | Pekka Korpi        | 1.15,7 |
| 2012 | Rafael Blågul    | Robert Bergh       | Robert Bergh       | 1.14,6 |
| 2011 | On Track Piraten | Erik Adielsson     | Hans R. Strömberg  | 1.12,9 |
| 2010 | Orecchietti      | Örjan Kihlström    | Stefan Hultman     | 1.15,0 |

## Vinnare, ston
| År   | Häst            | Kusk               | Tränare           | Tid    |
| ---- | --------------- | ------------------ | ----------------- | ------ |
| 2017 | Sunwapta Goj    | Oskar J. Andersson | Malin A. Karlsson | 1.14,2 |
| 2016 | Fantasy River   | Ulf Eriksson       | Ola Samuelsson    | 1.14,2 |
| 2015 | Timbal          | Robert Bergh       | Robert Bergh      | 1.14,2 |
| 2014 | Florida Queen   | André Eklundh      | André Eklundh     | 1.15,2 |
| 2013 | Amazon Am       | Robert Bergh       | Robert Bergh      | 1.13,1 |
| 2012 | Kaisi Southwind | Åke Lindblom       | Åke Lindblom      | 1.15,5 |
| 2011 | Miss Shape      | Björn Goop         | Björn Goop        | 1.15,8 |
| 2010 | Helen Roc       | Örjan Kihlström    | Roger Walmann     | 1.15,5 |